# LP 658-2
LP 658-2 is een witte dwerg met een magnitude van +14,45 en een spectraalklasse van DZ.11. De ster bevindt zich 21,01 lichtjaar van de zon.